# Bettsia
Bettsia es un género de hongos dentro de la familia Ascosphaeraceae. Este es un género monotípico, que contiene la única especie Bettsia alvei. Alvei fue descrita por primera vez por Annie Betts y por eso este género lleva su nombre.
Bettsia alvei es un hongo saprofito conocido como hongo del polen encontrado en las colonias de abejas. Crece sobre las celdas que contienen polen almacenado, apareciendo cubiertas por algo similar al algodón o telaraña.